# Jaco Pastorius
John Francis Anthony Pastorius III (n. 1 decembrie 1951 – d. 21 septembrie 1987), cunoscut sub numele de Jaco Pastorius, a fost un important muzician american de jazz, compozitor, basist și multi-instrumentist (pe lângă chitara bas, acesta a mai cântat la tobe sau clape de asemenea). S-a afirmat prin colaborarea în calitate de basist cu celebrul grup de jazz fusion Weather Report, între 1976–1982, dar și prin proiecte proprii sau în colaborare cu alți artiști (e.g. cu chitaristul american Pat Metheny sau împreună cu chitaristul englez John McLaughlin și bateristul/toboșarul american Tony Williams în proiectul muzical Trio of Doom). A rămas în istoria jazzului prin interpretările sale extrem de tehnice la chitară bas electrică fără tastatură (i.e. fretless în limba engleză) și prin utilizarea inovatoare a armonicilor. În 1988 a fost inclus în Down Beat Jazz Hall of Fame, unul din cei șapte basiști incluși și singurul care a utilizat chitara bas electrică. Jaco Pastorius este probabil ultimul mare muzician al secolului XX, a cărui activitate muzicală, atât interpretativă cât și componistică, a avut un impact major asupra muzicii de jazz (și nu numai). De asemenea, este unul dintre muzicienii consacrați cu o popularitate enormă atât printre iubitorii R&B-ului, rock-ului și ai muzicii funk cât și printre cei ai jazzului, cunoscut, respectat și iubit peste tot în lume, din Africa până în nordul Europei, respectiv din Japonia până în America de Sud și cea de nord.

## Copilăria și adolescența
Jaco Pastorius s-a născut în data de 1 decembrie 1951 în Norristown, un orășel din Montgomery County, Pennsylvania, SUA, primul din cei trei copii ai cuplului format din Jack Pastorius, solist vocal și baterist de jazz, și Katherine (Catherine) Haapala Pastorius. Tatăl său avea ascendență germană și irlandeză, iar mama sa avea ascendență finlandeză și Sami. Este foarte posibil ca tatăl său să fi fost unul dintre urmașii în linie directă ai lui Francis Daniel Pastorius (1651 - 1720), întemeietorul primei colonii germane de pe teritoriul Statelor Unite, Germantown, Pennsylvania, și printre primii oameni politici americani care s-au pronunțat public pentru abolirea sclaviei. La puțin timp de la nașterea celui de-al treilea copil, familia sa se mută în sud, în Oakland Park, Florida, în apropiere de Fort Lauderdale, din cauza astmului de care sufereau mama sa și fratele său mai mic Gregory. În ciuda absențelor prelungite ale tatălui său datorate turneelor, dar și problemelor acestuia datorate consumului de alcool, tânărul Jaco are o copilărie idilică, într-un peisaj exotic, înconjurat de palmieri, avocado și mangrove, dar mai ales, de plaja din Fort Lauderdale. În copilărie, Jaco și fratele său mai mic, Gregory erau extrem de apropiați, deși între ei erau mari diferențe fizice, Jaco, înalt, slab și sportiv, iar Gregory, gras și bolnăvicios. Mare amator de baseball, Jaco ajunge la 12 ani cel mai bun jucător din liga de juniori din oraș. În paralel, urmează cursurile elementare și medii ale Școlii Catolice St. Clement din Wilton Manors. Fiind cel mai mare din cei trei copii, era extrem de apropiat de tatăl său, care îl lua adesea cu el la clubul în care cânta la pian și baterie, atunci când avea vreun contract în zonă. Atras de instrumentele de percuție, a început și el să exerseze, cumpărând un set de tobe. Ulterior, mama sa i-a cumpărat o chitară, încurajându-l să exerseze la acest instrument. La 13 ani, Jaco a suferit un accident destul de serios la fotbal, la încheietura mâinii, care a necesitat și o intervenție chirurgicală, astfel încât o eventuală carieră de percuționist era compromisă. Primul grup în care a cântat s-a numit the Sonics, grup în care cânta împreună cu încă doi colegi, John Caputo și Dean Noel, pe vremea când urma cursul superior al școlii Northeast High din Oakland Park. Pe lângă aptitudinile muzicale, Jaco practica fotbalul american, baschetul și baseballul. În acea perioadă, în momentul împărtășaniei, adoptă prenumele de "Anthony", ulterior schimbându-l cu cel de Jocko, după numele lui Jocko Conlan, faimos jucător de baseball. Ulterior, pianistul de jazz de origine franceză Alex Darqui, i-ar fi semnalat că pronunțarea corectă este de "Jaco", astfel că Pastorius a adoptat acest nume, care va deveni celebru. În familie era alintat cu numele de "Mowgli", după numele copilului sălbatic din Cartea Junglei a lui Rudyard Kipling. Ulterior, Jaco Pastorius va denumi propria companie de producție muzicală, Mowgli Music.

## Carieră muzicală
După absolvirea cursului superior al școlii Northeast High din Oakland Park, Jaco a abandonat orice fel de studii sistematice, în parte și datorită lipsurilor materiale. Planurile sale din timpul colegiului, de a deveni arhitect, nu s-au concretizat niciodată. Nu a urmat niciodată studii muzicale sistematice, talentul său nativ fiindu-i mai mult decât suficient. Fratele său, Greg (Gregory) își amintește despre adolescentul Jaco: 
- "Mă deprima. Pentru el totul era ușor. Muzică. Sport. A absolvit școala cu calificative maxime. A fost votat în unanimitate cel mai talentat din clasă. Dincolo de toate acestea, muzica era pentru el ceva firesc. De asta o făcea. Spunea că aude muzică în orice. În plânsetele copilului. O mașină care trece. Vântul prin palmieri. Dintr-o dată îmi spunea : ssst! și asculta. Dar eu nu auzeam nimic..."

La 13 ani, Jaco Pastorius devine bateristul trupei de jazz, compuse din liceeni, Las Olas Brass. În momentul în care basistul trupei, David Neubauer, se hotărăște să părăsească grupul, Jaco Pastorius se decide să-l înlocuiască, influențat și de accidentul suferit, fiind la rândul său înlocuit la baterie cu Rich Franks. Jaco Pastorius a cumpărat un instrument la un preț modic (15,00$) și a început imediat să exerseze, pentru a se integra cât mai rapid în grup. Se povestește că încă de la început, folosea instrumentul mai degrabă melodic decât ritmic, sunetul fiind atât de neobișnuit încât grupul a căpătat repede faimă, fiind invitat să cânte în cluburi în care tinerii muzicieni nici n-ar fi avut în mod normal acces, fiind încă minori. Prin 1968-69, tânărul Jaco economisise suficienți bani pentru a putea să achiziționeze un instrument de calitate. În scurtă vreme însă, a constatat că acesta, un contrabas clasic, se degrada rapid, datorită umidității din Florida, apoi că nu prea corespundea cu interesul muzicianului pentru R&B, în consecință, l-a schimbat cu o chitară bass electrică Fender,  fabricată în 1960.

### Albumul de debut
În aceeași perioadă a întâlnit-o pe Tracy Lee, cea care avea să-i devină prima soție. Pe la începutul anilor '70 obține și primul angajament serios, în trupa de acompaniament C.C. Riders a cunoscutului cântăreț soul Wayne Cochran, cu care va pleca în turneu, în 1973, timp de opt luni. Întors din turneu, se va căsători cu Tracy Lee, cuplul închiriind un mic apartament deasupra unei spălătorii, în Hollywood, Florida, Jaco a continuat să cânte jazz și R&B împreună cu diverși artiști precum Ira Sullivan sau Little Beaver. În 1972, Jaco Pastorius a început să predea basul la Universitatea din Miami. Aici a putut intra în contact cu mulți muzicieni străluciți, consacrați deja, sau în devenire. Dintre aceștia, s-a remarcat chitaristul Pat Metheny, cu care va colabora ulterior în 1974. Ei au înregistrat împreună, la început cu Paul Bley în calitate de lider și cu Bruce Ditmas la percuție, pentru un album care va fi numit ulterior "Jaco" - va fi albumul de debut al lui Pat Metheny (casa Improvising Artists), apoi cu percuționistul Bob Moses pe un album în trio, intitulat Bright Size Life (1976), la casa ECM. În paralel, a cântat cu multe alte grupuri, creându-și o reputație de veritabil artist. În același timp, soția sa Tracy, încerca să-i facă publicitate în clubul Bachelor III, în care era chelneriță. Într-o zi, când în club și-a făcut apariția Bobby Colomby, baterist și membru fondator al celebrului grup Blood, Sweat & Tears, aceasta l-a abordat, spunându-i că trebuie neapărat să-l asculte pe soțul ei, deoarece "este cel mai mare basist din lume". Puțin contrariat, acesta a acceptat, astfel că a doua zi, singur pe scena clubului, Jaco Pastorius făcea o demonstrație în fața lui Bobby Colomby. Fascinat, acesta a semnat pe loc un contract pentru Epic Records, și l-a trimis pe Jaco direct la New York, pentru a înregistra primul său album, împreună cu Herbie Hancock. Primul album, avându-l pe Colomby drept producător, cu numele de  "Jaco Pastorius", a apărut în 1976, fiind considerat de mulți drept cel mai bun album de bas apărut vreodată. Foarte apreciat de critici, albumul l-a propulsat dintr-o dată pe muzician printre "greii" jazzului mondial, Herbie Hancock, Wayne Shorter, etc... Au urmat o serie de turnee cu Blood, Sweat & Tears și cu Joni Mitchell, cu care s-a zvonit chiar că ar fi avut o aventură, toate acestea au condus inevitabil la răcirea relațiilor cu Tracy, de care va divorța ulterior.

### Weather Report (1976 - 1981)
Puțin timp înainte să înceapă înregistrările pentru primul său album, Jaco Pastorius a asistat la un concert al trupei de jazz-fusion Weather Report, în Miami. După concert, a avut o discuție cu Joe Zawinul, membru fondator al grupului. În stilul binecunoscut, Jaco Pastorius i-a declarat acestuia că totul a fost OK, dar că se aștepta la mai mult, adăugând că ar putea să dezvolte muzica grupului, dat fiindcă este “the greatest bass player in the world”. Deloc încântat de afirmațiile exagerate ale lui Pastorius, Joe Zawinul l-a trimis “la plimbare”, ulterior acceptând însă să asculte câteva înregistrări ale basistului. Conform declarațiilor lui Zawinul, consemnate în cartea biografică a lui Milkowski, Jaco i-a trimis a doua zi la hotel, o bandă cu înregistrări brute pentru primul său album. Muzicianul austriac a ascultat banda, realizând imediat potențialul tânărului artist. Zawinul i-a dat o adresă, cei doi muzicieni începând în scurt timp să corespondeze. Convins de talentul excepțional al lui Jaco Pastorius, în 1976, Joe Zawinul l-a invitat să se alăture celebrului grup Weather Report. Jaco s-a alăturat grupului în perioada în care acesta înregistra albumul Black Market. Jaco apare în două piese ale albumului, Cannonball și Barbary Coast. În scurtă vreme, datorită talentului său ieșit din comun și dexterității interpretării, calităților de compozitor și ulterior, aranjor, dar și prezenței scenice, Jaco a devenit unul din cei mai importanți muzicieni ai grupului. Va participa la înregistrarea tuturor albumelor ulterioare ale grupului, până în 1982, respectiv: Heavy Weather (1977), Mr. Gone (1978), 8:30 (1979), Night Passage (1980), Weather Report (1982). A fost perioada cea mai creativă și mai densă din cariera muzicală a lui Pastorius, ședințe de înregistrări, concerte și turnee, totul sub supravegherea experimentatului muzician Joe Zawinul. 

### Alte apariții
În paralel cu intensa activitate în cadrul grupului Weather Report, Jaco Pastorius a colaborat cu mulți alți muzicieni americani de marcă, cum ar fi de exemplu, Ian Hunter de la Mott the Hoople, cu solista și compozitoarea Joni Mitchell la albumul Hejira și la un album solo al lui Al di Meola, toate apărute în 1976. În 1976, basistul Weather Report, Alphonso Johnson, și-a anunțat intenția de a părăsi grupul, pentru a lucra pe cont propriu, astfel că Joe Zawinul l-a invitat pe Pastorius să-l înlocuiască. Activitatea alături de Joe Zawinul și Wayne Shorter a continuat până în 1981, timp în care renumele său a crescut tot mai mult, mai ales după ce albumul Heavy Weather(1977) a primit premiul Grammy. De asemenea, a fost co-producător al unora din albumele Weather Report, alături de Zawinul, și a participat cântând la baterie, la înregistrarea propriului album "Teen Town". De-a lungul scurtei sale cariere, Jaco Pastorius a participat la zeci de ședințe de înregistrări cu diverși muzicieni, cel mai adesea din zona muzicii de jazz. Dintre aceștia, cei mai proeminenți au fost Flora Purim și Airto Moreira. Inconfundabilul stil al lui Jaco poate fi auzit în înregistrarea lui Moreira din 1977, I'm Fine, How Are You? și pe albumul Florei Purim, Everyday Everynight (1978), unde interpretează la bas o compoziție a lui Michel Colombier, intitulată "The Hope", apoi se remarcă interpretarea vocală și la bas în propria piesă, intitulată "Las Olas". Spre sfârșitul carierei, a colaborat cu chitariștii Mike Stern și Biréli Lagrène. De asemenea, în 1985 a înregistrat un video didactic, intitulat Modern Electric Bass, împreună cu basistul Jerry Jemmott.  

### Carieră solo
Pe la începutul lui 1981, obsedat de ideea unui album solo propriu, intitulat Word of Mouth, Jaco Pastorius a renunțat la colaborarea cu Weather Report. Albumul, apărut în 1981, reunește multe nume de primă mărime ale jazzului, precum Herbie Hancock, Wayne Shorter, Peter Erskine, Hubert Laws și Toots Thielemans. Albumul scoate în evidență talentul componistic al lui Jaco Pastorius, împreună cu dexteritatea sa ieșită din comun în interpretarea la chitară bas electrică. De asemenea, abilitățile sale în materie de producție și post-producție în studio, fără a mai vorbi de logistică. Bunăoară, contribuția lui Toots Thielemans la muzicuță a fost înregistrată în Belgia. Milkowski, în biografia lui Jaco Pastorius, afirmă că directorul casei producătoare, Bruce Lundvall, era extrem de nemulțumit de costurile exorbitante implicate de înregistrarea acestui album, dar și de faptul că muzica era prea sofisticată pentru ca albumul să aibă un cât de cât succes comercial într-o epocă în care amatorii de jazz asistau la explozia jazz-rockului. Datorită celebrității lui Jaco, contractul cu Warner Bros îi era extrem de favorabil + totuși ambele părți au ajuns rapid la concluzia că un al doilea album va fi un eșec comercial. În consecință, contractul a fost reziliat, fără urmări pecuniare pentru muzician. Pe 1 decembrie 1981, cu ocazia împlinirii vârstei de 30 de ani, Jaco a organizat o petrecere într-un club din Fort Lauderdale, unde au fost invitați o parte din muzicienii care participaseră la proiectul Word of Mouth, dar și alți muzicieni, precum Don Alias și Michael Brecker. Evenimentul a fost înregistrat de bunul său prieten, inginerul de sunet Peter Yianilos, care intenționase să-i facă astfel un cadou deosebit. Concertul înregistrat atunci avea să fie publicat abia în 1995, sub numele de The Birthday Concert. În anul următor a continuat să concerteze, plecând în turneu în Japonia. Turneul a fost un real succes, tot atunci apărând primele manifestări bizare ale muzicianului: s-a ras în cap, și-a vopsit fața în negru, și, la un moment dat chiar, și-a aruncat chitara în Golful Hiroshima. Turneul a fost înregistrat, fiind publicat în Japonia sub numele de Twins I și Twins II, înregistrări care au fost ulterior compilate într-un singur album, destinat pieței americane, care se va numi Invitation. În 1982, a înregistrat al treilea album solo, o compilație de înregistrări neprelucrate, intitulată Holiday for Pans, care a scos încă o dată în evidență calitățile de compozitor și de producător ale muzicianului. Nereușind să găsească un distribuitor, albumul nu a fost niciodată publicat. În schimb, au apărut numeroase ediții pirat. În 2003, un fragment din Holiday for Pans, intitulat "Good Morning Anya", a fost inclus în antologia jazzului punk, apărută la Rhino Records.

## Probleme psihice ale muzicianului
În 1982, în timpul turneului în Japonia, Jaco Pastorius a avut o serie de manifestări bizare care i-au pus pe gânduri pe coechipierii săi. Dr. Fred Erskine, tatăl percuționistului Peter Erskine, a considerat că toate acestea pot fi semne ale unor tulburări de comportament, astfel că, imediat după revenirea din turneu, a doua sa soție, Ingrid Pastorius, l-a internat pentru consult la spitalul Holy Cross, în baza legii din Florida privind tulburările psihice (Florida Mental Health Act from 1971, lege cunoscută și sub numele de Baker Act), unde a fost diagnosticat ca suferind de tulburare bipolară (de personalitate) sau depresie maniacală, fiindu-i prescris un tratament cu litiu.  Se pare că aceste manifestări începuseră cu mult timp înainte, dar cei din anturajul său nu au considerat că acestea ar putea fi simptomele unei boli, ci mai degrabă excentricități ale unei personalități de geniu. Toate aceste manifestări aveau un caracter ciclic (hipomanie), ulterior, prietenii și familia făcând legătura între acestea și perioadele de maximă creativitate ale muzicianului. De altfel, acest caracter ciclic diferențiază tulburarea bipolară de depresia unipolară. Deși se afirmă adesea că problemele psihice ale muzicianului ar fi fost agravate de consumul excesiv de droguri și de alcool, trebuie spus că deși acesta s-a învârtit pe toată durata carierei sale în cercuri de muzicieni în care se făcea abuz de astfel de substanțe, Jaco a început să abuzeze de ele de abia în momentul în care s-a alăturat grupului Weather Report, respectiv prin 1975. Este foarte probabil ca aceste tulburări de comportament să se fi manifestat cu mai mică intensitate încă din adolescență, explicând cumva energia incredibilă pe care a depus-o pentru a se perfecționa continuu, atât în domeniul sportiv cât și în cel muzical. Toate aceste manifestări au trecut probabil neobservate, ele acutizându-se odată cu consumul de energizante, droguri și alcool. Incapabil să aibă relații normale cu familia și prietenii, comportamentul muzicianului a devenit tot mai imprevizibil, toate acestea conducând la o adevărată prăbușire psihică, care a debutat prin 1983-84, și din care acesta nu a mai reușit să-și revină. Problema este că medicația avea efecte adverse, și chiar dacă aceasta l-ar fi salvat în ultimă instanță, este foarte posibil ca dexteritatea sa muzicală să fi fost afectată ireversibil. Boala care începea să-l macine i-a afectat și viața familială. Relațiile cu prima sa soție, Tracy, au devenit tot mai reci. După divorț, s-au recăsătorit, pentru ca după trei ani să divorțeze din nou, definitiv. Jaco s-a mutat la New York, unde cânta sporadic, de multe ori dormind pe străzi. Pe scenă, părea că stăpânește situația, în viața reală însă, comportamentul său era greu de înțeles, făcându-i pe mulți să creadă că este doar un comportament excentric de fațadă, și/sau consecința consumului de droguri și alcool. Ulterior avea să fie declarat în incapacitate de plată și evacuat din apartamentul său din New York, fiind astfel nevoit să doarmă în stradă. Din cauză că sănătatea lui se deteriora rapid, în iulie 1986, în urma intervenției celei de-a doua soții, Ingrid, și a fratelui său Gregory, a fost internat din nou la Spitalul Bellevue din New York, unde i s-a prescris un alt medicament, Tegretol, care să înlocuiască tratamentul cu litiu. Din nou starea sa s-a ameliorat, astfel încât a plecat într-un turneu în Europa, fiind extrem de bine plătit. În 1987 s-a întors acasă, în Fort Lauderdale, având în cont mai mulți bani ca niciodată. Medicația îi provoca însă tremurături ale mâinilor. Jaco Pastorius, muzicianul de geniu, cel care se considera cel mai mare basist al tuturor timpurilor, incapabil să accepte o atare situație, a început să înlocuiască medicația cu alcoolul, comportamentul său devenind tot mai greu de acceptat de cei din jur, într-un anume fel, toate acestea precipitând sfârșitul său tragic.

## Deces
În data de 11 septembrie 1987, cu ocazia unui concert al lui Carlos Santana, Jaco Pastorius s-a strecurat neinvitat pe scenă, fiind imediat scos afară din sală. Imediat după acest incident, s-a îndreptat spre un club privat din Wilton Manors, Midnight Bottle Club. După ce a bătut în mod repetat la ușa de sticlă a clubului, fiindu-i refuzat accesul, s-a angajat într-o dispută violentă cu paznicul de la intrare, Luc Havan, care-l confundase cu un vagabond ce lovise cu piciorul în ușă, cu ceva timp în urmă. Jaco Pastorius a fost găsit de polițiști într-o baltă de sânge, desfigurat de lovituri. Luc Havan, cel care-l bătuse, a afirmat că acesta a căzut și s-a lovit la cap. Individul, deținător al centurii negre, a fost arestat imediat după incident, fiind eliberat ulterior pe cauțiune. Jaco Pastorius a fost transportat de urgență la spital, cu multiple fracturi faciale, și răni la nivelul mâinii drepte. Medicii au constatat că pierduse și ochiul stâng. În scurtă vreme a intrat în comă. Dacă în zilele următoare au apărut semne că ar putea să-și revină, o hemoragie craniană masivă survenită puțin mai târziu avea să-i fie fatală, acesta intrând în moarte cerebrală. .Zdrobiți de durere, părinții, nu au avut ce face altceva, și au acceptat deconectarea acestuia de la aparatele ce-l mențineau artificial în viață. Jaco Pastorius s-a stins din viață în 21 septembrie 1987, la Broward General Medical Center din Fort Lauderdale, și a fost înmormântat în cimitirul Our Lady Queen of Heaven din North Lauderdale. Asasinul, Luc Havan, a fost inculpat inițial pentru crimă de gr. II, ulterior recunoscându-se vinovat de omucidere. Nefiind condamnat anterior, a fost condamnat la 22 de luni de închisoare, din care a efectuat doar patru, fiind eliberat pentru bună purtare.  

## Viața personală și familia
Jaco Pastorius a fost căsătorit de două ori. S-a căsătorit cu prima soție, Tracy Sexton (Lee), când avea 18 ani. Aveau să divorțeze pentru a se recăsători ulterior, despărțindu-se definitiv după trei ani, în 1979. Tracy îi va dărui doi copii, o fiică, Mary, și ulterior un băiat, John Pastorius IV. Mary va fi diagnosticată cu depresie maniacală, la un an de la moartea tatălui ei. Este muziciană și poetă. Concertează cu propriul grup, Queen Mary. S-a căsătorit și are la rândul ei doi copii, Sophia și Francis.  Fratele ei mai mic, John Pastorius IV, este om de afaceri. Tracy s-a recăsătorit în 1985 și trăiește în Research Triangle Park, Carolina de Nord. A doua soție, Ingrid Pastorius (1950 - 2011), era născută în Indonezia, și a petrecut mulți ani în Olanda și Porto Rico, pentru ca la vârsta de 20 de ani să se mute în Florida, unde lucra ca stewardesă la Eastern Airlines. S-au cunoscut în cursul unui zbor de la Fort Lauderdale spre New York. Relația lui Jaco Pastorius cu Ingrid a început în 1977, înainte de turneul cu Joni Mitchell. După divorțul de Tracy, s-au căsătorit în iulie 1979 în Guatemala. Cu banii obținuți de pe urma turneului cu Joni, Jaco Pastorius a cumpărat o casă în Deerfield Beach, în care s-a instalat împreună cu a doua sa soție. Ingrid i-a dăruit doi fii, gemenii Julius Josef și Felix Xavier, născuți în 9 iunie 1982. Amândoi sunt muzicieni, primul este percuționist, al doilea este basist. Ingrid a divorțat de Jaco Pastorius în 1985. S-a stins din viață în 2011, în urma complicațiilor produse de un anevrism aortic.

## Stilul muzical
Descris adesea în termeni hiperbolici, ca un personaj de legendă al jazzului, Jaco Pastorius rămâne indiscutabil unul din cei mai importanți muzicieni ai sec.20, și este unul din cei mai influenți basiști ai epocii sale. William C. Banfield, director de Africana Studies, Music and Society la Berklee College, îl descrie pe muzician drept unul din puținii americani care au definit o mișcare muzicală, categorie în care îi include pe Jimi Hendrix, Louis Armstrong, Thelonious Monk, Charlie Christian, Bud Powell, Charlie Parker, Dizzy Gillespie, Sarah Vaughan, Bill Evans, Charles Mingus și Wes Montgomery. Jaco s-a făcut remarcat prin stilul său de interpretare, influențat în special de ritmurile afro-cubaneze. Deși nu este primul care a utilizat o chitară bas fără tastatură, Jaco Pastorius rămâne în istoria muzicii drept cel care a popularizat acest instrument, cu care a reușit să producă tonuri apropiate de corn, cântând în registrul superior. Exemplele cele mai elocvente se găsesc pe albumul Heavy Weather și pe albumul Hejira al lui Joni Mitchell. Una din cele mai importante inovații ale lui Pastorius în domeniul tehnicii de interpretare la chitară bas electrică este utilizarea armonicilor, prin amortizarea corzii în nodul armonic, rezultând astfel o notă mai înaltă decât ar fi rezultat în mod normal. A utilizat această tehnică pentru a compune diverse melodii, așa cum se vede în piesa “Portrait of Tracy”.

## Echipament

### Instrumente
Jaco Pastorius este asociat cu chitara Fender Md. 1962, denumită și Bass of Doom (Basul pierzaniei). chitara originală avea taste metalice. Jaco a afirmat la un moment dat că ar fi îndepărtat el însuși tastatura, ulterior însă, avea să afirme că așa a cumpărat-o. Jaco avea să finiseze ulterior tastatura cu rășină epoxy (Pettit's PolyPoxy), pentru a proteja lemnul. Corzile utilizate erau Rotosound Swing 66. Intens utilizat, acest instrument a necesitat numeroase reparații, mai ales spre mijlocul anilor ’80, când a fost demontat, fiind placat suplimentar atât pe față cât și pe dos, pentru mărirea rezistenței. Deși a cântat atât cu instrumente cu tastatură cât și fără, el a preferat întotdeauna ultimele, afirmând că tastele amortizează viteza. Celebra sa chitară bas, Bass of Doom, a fost furată înainte să fie internat în spitalul Bellevue, la scurtă vreme după ce o dăduse la reparat în 1986. În 1993, chitara se găsea într-un magazin de instrumente muzicale din New York, proprietarul amintindu-și că ar fi cumpărat-o de la un necunoscut. Instrumentul a fost achiziționat în 2008 de către Robert Trujillo, basistul de la Metallica, care îl utilizează uneori în concerte. Acesta a afirmat că ar fi dispus să-l cedeze familiei Pastorius, cu condiția ca aceștia să-i plătească suma cu care l-a achiziționat. 

### Amplificatoare, Difuzoare, Efecte
Jaco Pastorius utiliza două amplificatoare Acoustic 360, pilotate de un egalizator "Variamp" EQ, fabricat de Acoustic Control Corporation din Van Nuys, California, pentru a accentua frecvențele medii. Tonul era controlat de o unitate digitală MXR, printr-un alt rând de amplificatoare Acoustic. Difuzoarele erau de fabricație Hartke, pe care le-a utilizat cu precădere în ultimii ani ai carierei sale muzicale, datorită conurilor metalice din aluminiu, care produceau sunete mai vii decât clasicele difuzoare cu conuri din carton. De asemenea utiliza o unitate delay comutată pe modul chorus, care producea un pseudoefect stereo. A utilizat adesea efectul fuzz, disponibil pe amplificatoarele Acoustic.

## Recunoaștere postumă
Jaco Pastorius a fost de două ori nominalizat pentru Premiile Grammy în 1977, pentru albumul de debut, prima pentru cea mai bună interpretare de jazz a unui grup (Best Jazz Performance By A Group) și a doua pentru cea mai bună interpretare de jazz a unui solist (Best Jazz Performance By A Soloist), pentru "Donna Lee".  A urmat o altă nominalizare în 1978, Best Jazz Performance By A Soloist, pentru prestația de pe albumul Heavz Weather. În 1988, cititorii Down Beat au decis includerea sa în Down Beat Hall of Fame, al doilea basist onorat cu acest titlu. Până în prezent doar 7 basiști au fost incluși în acest adevărat panteon al muzicii de jazz, respectiv restul de șase fiind Jimmy Blanton, Ray Brown, Ron Carter, Charles Mingus, Charlie Haden și Milt Hinton. Numeroși artiști au compus piese în amintirea muzicianului, cum ar fi piesa “Jaco”, compusă de Pat Metheny de pe albumul Pat Metheny Group (1978), compoziția lui Marcus Miller" Mr. Pastorius" de pe albumul lui Miles Davis, Amandla, Victor Bailey, cel care l-a înlocuit în Weather Report, mai multe piese de pe albumul Bass Extremes, al lui Victor Wooten și Steve Bailey, compoziția lui John McLaughlin, "For Jaco" de pe albumul Industrial Zen (2006). Din 1997, în data de 1 decembrie are loc annual o comemorare a muzicianului, organizată de cei doi gemeni, Julius și Felix Pastorius. În 2 decembrie 2007, a fost organizat un concert comemorativ, intitulat "20th Anniversary Tribute to Jaco Pastorius", la Broward Center for the Performing Arts din Fort Lauderdale, Florida. Au participat printre alții, Peter Erskine, Randy Brecker, Bob Mintzer, David Bargeron, Jimmy Haslip, Gerald Veasley, John Pastorius IV, Julius Pastorius, Marz Pastorius, Ira Sullivan, Bobby Thomas, Jr., și Dana Paul. La 20 de ani de la moartea muzicianului, firma Fender a lansat pe piață o chitară bas fără tastatură, un instrument high class, cu numele lui Jaco Pastorius. În data de 1 decembrie 2008, parcul din centrul orașului Oakland Park a primit numele muzicianului.  

## Citate
- I am the greatest bass player in the world.

## Discografie
Lista aproape exhaustivă a albumelor oficiale ce conțin înregistrări ale lui Jaco Pastorius. Există probabil și alte compilații neoficiale, ca și albume cu înregistrări pirat care nu au fost incluse.

### Albume solo
- 1976 - Jaco Pastorius (album)
- 1981 - Word of Mouth (album Jaco Pastorius)
- 1981 - The Birthday Concert (1995)
- 1982 - Twins I & II (1999)
- 1983 - Invitation
- 1986 - Broadway Blues (1998)
- 1986 - Honestly Solo Live (1990)
- 1986 - Live In Italy (1991)
- 1986 - Heavy'n Jazz (1992)
- 1991 - Live In New York City, Vol. 1-7.
- 1999 - Rare Collection (compilație)
- 2003 - Punk Jazz: The Jaco Pastorius Anthology (compilație)
- 2007 - The Essential Jaco Pastorius (compilație)

### Cu Weather Report
- 1976 - Black Market (în piesele: Cannonball, Barbary Coast)
- 1977 - Heavy Weather
- 1978 - Mr. Gone
- 1979 - 8:30
- 1980 - Night Passage
- 1982 - Weather Report
- 2002 - Live and Unreleased
- 2006 - Forecast: Tomorrow

### Colaborări
- 1974 - Pat Metheny, Bruce Ditmas, Paul Bley – albumul “Jaco”
- 1975 - Pat Metheny - Bright Size Life
- 1976 - Ian Hunter - All American Alien Boy
- 1976 - Albert Mangelsdorff - Trilogue-Live!
- 1976 - Joni Mitchell - Hejira (în piesele Coyote, Hejira, Black Crow și Refuge of the Roads)
- 1977 - Joni Mitchell - Don Juan's Reckless Daughter
- 1979 - Trio of Doom - Trio of Doom (2007)
- 1979 - Joni Mitchell - Mingus
- 1979 - Michel Colombier - Michel Colombier
- 1980 - Joni Mitchell - Shadows and Light
- 1985 - Brian Melvin - Night Food
- 1986 - Brian Melvin - Jazz Street (1989)
- 1986 - Brian Melvin - Nightfood (1988)
- 1986 - Brian Melvin Trio - Standards Zone (1990)
- 1986 - Biréli Lagrène - Stuttgart Aria
- 1988 - Francisco Mondragon Rio - Natural

### Alte apariții
- 1974 - Little Beaver - Party Down (în "I Can Dig It Baby")
- 1975 - Ira Sullivan - Ira Sullivan (bas acustic în "Portrait of Sal La Rosa")
- 1976 - Al Di Meola - Land of the Midnight Sun (în "Suite-Golden Dawn")
- 1976 - Joni Mitchell - Hejira (în: "Coyote", "Hejira", "Black Crow", "Refuge of the Roads")
- 1977 - Airto - I'm Fine, How Are You? (în "Nativity")
- 1978 - Cockrell & Santos - New Beginnings (chitară ritmică în "I Tried It All")
- 1978 - Flora Purim - Everyday Everynight (în: "The Hope", "Five-Four", "Las Olas", "Blues Ballad")
- 1978 - Herbie Hancock - Sunlight (în "Good Question")
- 1978 - Tom Scott - Intimate Strangers (în "Lost Inside The Love Of You (Reprise)")
- 1979 - Manolo Badrena - Manolo (în "The One Thing")
- 1979 - Michel Polnareff - Coucou Me Revoilou (în "Une Simple Melodie")
- 1980 - Herbie Hancock - Mr. Hands (în "4 A.M.")
- 1982 - Jazz At The Opera House - Produced by Conrad Silvert (în "Footprints")
- 1982 - Bob Mintzer - Source (în: "I Don't Know", "Spiral")
- 1984 - Randy Bernsen - Music for Planets, People & Washing Machines (în: "Olde Hats", "Windsong")
- 1985 - Deadline - Down by Law (în "Makossa Rock")
- 1985 - Jimmy Cliff - Cliff Hanger (în "Brown Eyes")
- 1986 - Mike Stern - Upside Downside (în "Mood Swings")
- 1986 - Randy Bernsen - Mo' Wasabi (în: "Swing Thing", "Jac Attack/Dover Days", "Califoric")
- 1986 - Randy Bernsen - Paradise Citizens (în "Paradise Citizens")